# Vaccin contre la grippe saisonnière

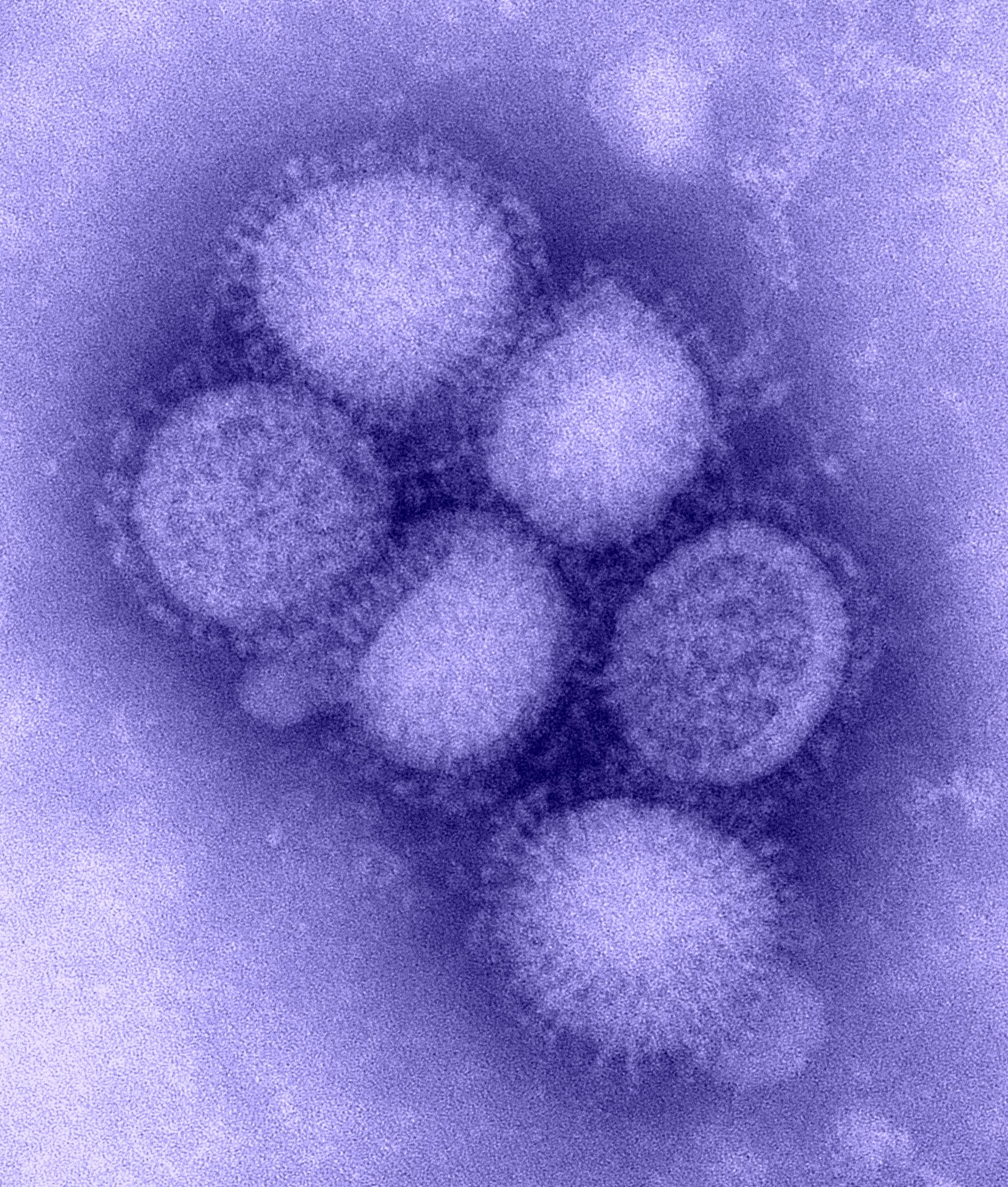
Virus H1N1 influenza

Le vaccin contre la grippe saisonnière (ou influenza) est un vaccin actif contre deux virus de type A (généralement une souche H1N1 et une autre H3N2) et, depuis 2014, deux puis un virus de type B. Les particules virales contenues dans le vaccin sont inactivées chimiquement,.

## Virus de la grippe
La grippe saisonnière résulte de l'infection par un virus de la famille des orthomixovirus, de la famille des virus ARN simple brin, qui sont naturellement sujets, lorsqu'ils sont dupliqués  dans les cellules de l'hôte, à des erreurs de réplication de leur matériel génétique, ce qui occasionne des mutations permettant au virus d'échapper au système immunitaire de l'hôte (c'est pourquoi un nouveau vaccin est à produire chaque année, pour pallier de nouvelles résistances du virus face aux anticorps produits par l'organisme.)
Ce virus est entouré d'une enveloppe contenant deux protéines spécifiques à ce type de virus : l'hémagglutinine et la neuraminidase, qui sont construites chacune avec plusieurs petites variations lors de la réplication virale, permettant une grande diversité de souches virales. 19 sous-types d'hémagglutinine et 9 sous types de neuraminidases sont connus. 
Depuis les dernières pandémies grippales de 1968 et 1977-78, les sous-types circulants les plus courants sont H1 et H3 pour les hémagglutinines et N1 ou N2 pour les neuraminidases, et les combinaisons H1N1 et H3N2 sont les types de virus A qui circulent le plus chez l'humain depuis quelques années.

## Chronologie
- 1918 : à l’Institut Pasteur de Paris René Dujarric de la Rivière apporte la preuve de l’existence d’un «virus filtrant» à l’origine de la grippe[6].
- 1933 : le premier virus grippal humain de type A est isolé en Grande Bretagne[6].
- 1931 : Ernest William Goodpasture cultive le virus dans l’œuf de poule embryonné, technique qui permet à Wilson Smith et Thomas Francis Jr. de préparer les premiers vaccins inactivés aux Etats-Unis[6].
- 1944-1945 : Jonas Salk prépare le premier vaccin efficace à grande échelle pour vacciner le Corps Expéditionnaire américain en Europe[6].
- 1947 : le laboratoire de la grippe est créé à l’Institut Pasteur de Paris qui prépare un vaccin par la même technique[6].
- 1968 : avant la pandémie de 1968 dite Grippe de Hong Kong, la vaccination contre la grippe reste assez confidentielle[6].
- 1984 : création du Groupe régional d'observation de la grippe en France[6].
- 1985 : la Caisse nationale de l'assurance maladie propose le vaccin gratuitement aux personnes de 75 ans et plus, puis abaisse cet âge à 70 ans en 1989, puis à 65 ans en 2000[6].

## Souches recommandées par l'OMS pour la composition de vaccins contre la grippe saisonnière
Chaque année, l'OMS publie sur son site internet ses recommandations pour la composition des vaccins diffusés dans les hémisphères nord et sud. Les recommandations faites pour la saison grippale suivante (hiver) se basent sur la caractérisation des souches qui circulent dans l'autre hémisphère durant la saison courante : ainsi fin septembre 2013, l'OMS, sur la base des observations au démarrage de la saison grippale de l'hiver 2013-2014 de l'hémisphère nord, a publié ses recommandations pour la saison grippale de l'hiver 2014 de l'hémisphère sud (qui a démarré en février-mars 2014, et permettra quant à elle la publication des recommandations pour l'hiver 2014-2015 de l'hémisphère nord). Ce système vise à détecter l'apparition et/ou la propagation de nouvelles souches et variantes, qui seront susceptibles d'infecter un plus grand nombre de personnes (car n'ayant pas encore été en contact avec les nouveaux antigènes), et sur le fait que chacun des deux hémisphères joue le rôle de réservoir infectieux pour l'autre hémisphère, pendant son été (période de quasi absence de circulation du virus dans la population).
Le tableau ci-dessous présente les recommandations de l'OMS :
| Saison (hémisphère) | A(H1N1)                                                                     | A(H3N2)                                                    | B                                         | B                                                                            |
| ------------------- | --------------------------------------------------------------------------- | ---------------------------------------------------------- | ----------------------------------------- | ---------------------------------------------------------------------------- |
| 2007 (sud)          | A/New Caledonia/20/99(H1N1)                                                 | A/Wisconsin/67/2005(H3N2)                                  | B/Malaysia/2506/2004 (B/Victoria/2/87)    |                                                                              |
| 2007-2008 (nord)    | A/Solomon Islands/3/2006 (H1N1)                                             | A/Wisconsin/67/2005 (H3N2)                                 | B/Malaysia/2506/2004 (B/Victoria/2/87)    |                                                                              |
| 2008 (sud)          | A/Solomon Islands/3/2006 (H1N1)                                             | A/Brisbane/10/2007 (H3N2)                                  | B/Florida/4/2006 (B/Yamagata/16/88)       |                                                                              |
| 2008-2009 (nord)    | A/Brisbane/59/2007 (H1N1)                                                   | A/Brisbane/10/2007 (H3N2)                                  | B/Florida/4/2006 (B/Yamagata/16/88)       |                                                                              |
| 2009 (sud)          | A/Brisbane/59/2007 (H1N1)                                                   | A/Brisbane/10/2007 (H3N2)                                  | B/Florida/4/2006 (B/Yamagata/16/88)       |                                                                              |
| 2009-2010 (nord)    | A/Brisbane/59/2007 (H1N1)                                                   | A/Brisbane/10/2007 (H3N2)                                  | B/Brisbane/60/2008 (B/Victoria/2/87)      |                                                                              |
| Saison (hémisphère) | A(H1N1) pdm09 (pandémie de 2009)                                            | A(H3N2)                                                    | B                                         | B                                                                            |
| 2010 (sud)          | A/California/7/2009 (H1N1)pdm09                                             | A/Perth/16/2009 (H3N2)                                     | B/Brisbane/60/2008 (B/Victoria/2/87)      |                                                                              |
| 2010-2011 (nord)    | A/California/7/2009 (H1N1)pdm09                                             | A/Perth/16/2009 (H3N2)                                     | B/Brisbane/60/2008 (B/Victoria/2/87)      |                                                                              |
| 2011 (sud)          | A/California/7/2009 (H1N1)pdm09                                             | A/Perth/16/2009 (H3N2)                                     | B/Brisbane/60/2008 (B/Victoria/2/87)      |                                                                              |
| 2011-2012 (nord)    | A/California/7/2009 (H1N1)pdm09                                             | A/Perth/16/2009 (H3N2)                                     | B/Brisbane/60/2008 (B/Victoria/2/87)      |                                                                              |
| 2012 (sud)          | A/California/7/2009 (H1N1)pdm09                                             | A/Perth/16/2009 (H3N2)                                     | B/Brisbane/60/2008 (B/Victoria/2/87)      |                                                                              |
| 2012-2013 (nord)    | A/California/7/2009 (H1N1)pdm09                                             | A/Victoria/361/2011 (H3N2)                                 | B/Wisconsin/1/2010 (B/Yamagata/16/88)     |                                                                              |
| 2013 (sud)          | A/California/7/2009 (H1N1)pdm09                                             | A/Victoria/361/2011 (H3N2)                                 | B/Wisconsin/1/2010 (B/Yamagata/16/88)     |                                                                              |
| 2013-2014 (nord)    | A/California/7/2009 (H1N1)pdm09 ou A/Christchurch/16/2010 (H1N1)pdm09       | A/Texas/50/2012 (H3N2) ou A/Victoria/361/2011 (H3N2)       | B/Massachusetts/2/2012 (B/Yamagata/16/88) | B/Brisbane/60/2008 (B/Victoria/2/87) ou B/Brisbane/33/2008 (B/Victoria/2/87) |
| 2014 (sud)          | A/California/7/2009 (H1N1)pdm09 ou A/Christchurch/16/2010 (H1N1)pdm09       | A/Texas/50/2012 (H3N2) ou A/Victoria/361/2011 (H3N2)       | B/Massachusetts/2/2012 (B/Yamagata/16/88) | B/Brisbane/60/2008 (B/Victoria/2/87)                                         |
| 2014-2015 (nord)    | A/California/7/2009 (H1N1)pdm09                                             | A/Texas/50/2012 (H3N2)                                     | B/Massachusetts/2/2012 (B/Yamagata/16/88) | B/Brisbane/60/2008 (B/Victoria/2/87)                                         |
| 2015 (sud)          | A/California/7/2009 (H1N1)pdm09                                             | A/Switzerland/9715293/2013 (H3N2)                          | B/Phuket/3073/2013 (B/Yamagata/16/88)     | B/Brisbane/60/2008 (B/Victoria/2/87)                                         |
| 2015-2016 (nord)    | A/California/7/2009 (H1N1)pdm09                                             | A/Switzerland/9715293/2013 (H3N2)                          | B/Phuket/3073/2013 (B/Yamagata/16/88)     | B/Brisbane/60/2008 (B/Victoria/2/87)                                         |
| 2016 (sud)          | A/California/7/2009 (H1N1)pdm09                                             | A/Hong Kong/4801/2014 (H3N2)                               | B/Brisbane/60/2008 (B/Victoria/2/87)      | B/Phuket/3073/2013 (B/Yamagata/16/88)                                        |
| 2016-2017 (nord)    | A/California/7/2009 (H1N1)pdm09                                             | A/Hong Kong/4801/2014 (H3N2)                               | B/Brisbane/60/2008 (B/Victoria/2/87)      | B/Phuket/3073/2013 (B/Yamagata/16/88)                                        |
| 2017 (sud)          | A/Michigan/45/2015 (H1N1)pdm09                                              | A/Hong Kong/4801/2014 (H3N2)                               | B/Brisbane/60/2008 (B/Victoria/2/87)      | B/Phuket/3073/2013 (B/Yamagata/16/88)                                        |
| 2017-2018 (nord)    | A/Michigan/45/2015 (H1N1)pdm09                                              | A/Hong Kong/4801/2014 (H3N2)                               | B/Brisbane/60/2008 (B/Victoria/2/87)      | B/Phuket/3073/2013 (B/Yamagata/16/88)                                        |
| 2018 (sud)          | A/Michigan/45/2015 (H1N1)pdm09                                              | A/Singapore/INFIMH-16-0019/2016 (H3N2)                     | B/Phuket/3073/2013 (B/Yamagata/16/88)     | B/Brisbane/60/2008 (B/Victoria/2/87)                                         |
| 2018-2019 (nord)    | A/Michigan/45/2015 (H1N1)pdm09                                              | A/Singapore/INFIMH-16-0019/2016 (H3N2)                     | B/Colorado/06/2017 (B/Victoria/2/87)      | B/Phuket/3073/2013 (B/Yamagata/16/88)                                        |
| 2019 (sud)          | A/Michigan/45/2015 (H1N1)pdm09                                              | A/Switzerland/8060/2017 (H3N2)                             | B/Colorado/06/2017 (B/Victoria/2/87)      | B/Phuket/3073/2013 (B/Yamagata/16/88)                                        |
| 2019-2020 (nord)    | A/Brisbane/02/2018 (H1N1)pdm09                                              | A/Kansas/14/2017 (H3N2)                                    | B/Colorado/06/2017 (B/Victoria/2/87)      | B/Phuket/3073/2013 (B/Yamagata/16/88)                                        |
| Saison (hémisphère) | A(H1N1)                                                                     | A(H3N2)                                                    | B                                         | B                                                                            |
| 2020 (sud)          | A/Brisbane/02/2018 (H1N1)pdm09                                              | A/South Australia/34/2019 (H3N2)                           | B/Washington/02/2019 (B/Victoria/2/87)    | B/Phuket/3073/2013 (B/Yamagata/16/88)                                        |
| 2020-2021 (nord)    | A/Guangdong-Maonan/SWL1536/2019 (H1N1)pdm09 ou A/Hawaii/70/2019 (H1N1)pdm09 | A/Hong Kong/2671/2019 (H3N2) ou A/Hong Kong/45/2019 (H3N2) | B/Washington/02/2019 (B/Victoria/2/87)    | B/Phuket/3073/2013 (B/Yamagata/16/88)                                        |
| 2021 (sud)          | A/Victoria/2570/2019 (H1N1)pdm09 ou A/Wisconsin/588/2019 (H1N1)pdm09        | A/Hong Kong/2671/2019 (H3N2) ou A/Hong Kong/45/2019 (H3N2) | B/Washington/02/2019 (B/Victoria/2/87)    | B/Phuket/3073/2013 (B/Yamagata/16/88)                                        |
| 2021-2022 (nord)    | A/Victoria/2570/2019 (H1N1)pdm09 ou A/Wisconsin/588/2019 (H1N1)pdm09        | A/Cambodia/e0826360/2020 (H3N2)                            | B/Washington/02/2019 (B/Victoria/2/87)    | B/Phuket/3073/2013 (B/Yamagata/16/88)                                        |
| 2023-2024 (nord)    | A/Victoria/4897/2022 (H1N1)pdm09-souche analogue                            | A/Darwin/9/2021 (H3N2)-souche analogue                     | B/Austria/1359417/2021-souche analogue    | B/Phuket/3073/2013-souche analogue                                           |

À partir de la saison de l'hémisphère nord 2013-2014, l'OMS recommande l'utilisation de vaccins quadrivalents, associant deux souches B. En 2024, du fait de l'apparente éradication de la souche Yamagata pendant la pandémie de Covid-19, il est recommandé de revenir à une formule trivalente.
Chaque changement dans la composition recommandée traduit l'émergence d'une nouvelle souche, susceptible d'infecter une large partie de la population.
On note ainsi sur ce tableau la prise en compte à partir de 2010 du nouveau virus A(H1/N1) pdm09 lié à la pandémie grippale de 2009, souche notée A/California/7/2009, et à partir de 2018, de l'apparition d'une nouvelle souche H3N2 à l'origine de l'épidémie de grippe importante de l'hiver 2017-2018 dans l'hémisphère nord. Cette souche n'ayant pas été incluse dans les vaccins de la saison 2017-2018, les personnes vaccinées en début de saison grippale 2017-18 n'ont pas bénéficié d'une protection optimale contre ces nouveaux variants (mutation N121K dans l'hémagglutinine, et modifications antigéniques dans la neuraminidase).

## Fabrication du vaccin contre la grippe
Le virus est tout d'abord cultivé en grande quantité en l'inoculant dans des œufs embryonnés de poule, qui servent de lieu de reproduction.
Le choix des souches virales est effectué par l'Organisation mondiale de la santé (OMS), qui fait un suivi des épidémies mondiales de grippe tout au long de l'année. Elle choisit ensuite les souches les plus à risque d'émerger et de causer une épidémie.

## Mode d'action du vaccin
Étant donné que le vaccin contre la grippe ne contient que des virus inactivés (tués), l'ajout d'un adjuvant est de mise afin de permettre la mise en place d'une réponse immunitaire assez forte pour permettre la production d'anticorps et de cellules mémoires. Le virus lui-même n'est pas capable d'engendrer une réponse immunitaire forte, car il ne peut pas se répliquer dans les cellules qu'il infecte et ne représente donc pas de danger imminent pour l'hôte. Le rôle de l'adjuvant présent dans le vaccin  est de présenter le virus de façon adéquate aux cellules du système immunitaire afin d'activer à la fois la réponse humorale et la réponse cellulaire. Cela permet la formation d'une plus grande quantité d'anticorps, majoritairement des anti-hémagglutinines, et il permet également la formation de lymphocytes mémoires (B et T) qui, grâce à leur durée de vie allongée et à leur facilité d'activation, permettront au système immunitaire de réagir plus rapidement et plus efficacement lors d'une rencontre ultérieure avec le même virus ou avec un virus similaire. Plus la ressemblance entre les deux virus est grande, meilleure sera la réponse immunitaire.
Les vaccins actuellement commercialisés en France ne contiennent pas d'adjuvant.

## Effets indésirables
Des symptômes peuvent survenir 12 à 48 heures après vaccination. On peut constater une fièvre et un état grippal qui se dissipe généralement très vite.

## Personnes à risque
En France, la vaccination contre la grippe est recommandée pour les personnes de plus de 6 mois appartenant à un groupe à risque de complications (personnes âgées de plus de 65 ans, personnes atteintes d’asthme sévère ou de maladies pulmonaires chroniques, personnes présentant une faiblesse immunitaire grave).
Les personnes les plus visées par les campagnes de vaccination saisonnière contre la grippe sont :
- les jeunes enfants entre 6 et 23 mois, car leur système immunitaire est fonctionnel mais encore immature étant donné qu'ils ont peu été en contact avec des virus, dont celui de la grippe,
- les personnes atteintes de maladies chroniques (des maladies nécessitant un suivi médical), comme les maladies cardiaques, l'asthme, l'emphysème, la mucoviscidose, le diabète, etc., car leur système immunitaire est diminué par la lutte constante contre leur propre maladie,
- les femmes enceintes en étant à leur deuxième ou troisième trimestre de grossesse, car la grippe pourrait avoir des conséquences néfastes sur le développement ou la santé du fœtus en plus d'être plus dommageable pour la mère,
- les femmes enceintes souffrant de maladies chroniques quel que soit le stade d'avancement de leur grossesse,
- les personnes âgées de plus de 65 ans, car avec l'âge, la mémoire du système immunitaire est moins efficace, les cellules mémoires survivent moins longtemps dans l'organisme et l'efficacité de réponse du système immunitaire en général est moins grande.

De plus, la vaccination est fortement recommandée pour les personnes dans l'entourage d'un bébé de moins de 6 mois, car son système immunitaire est encore immature, et pour l'entourage d'une personne immunodéprimée car cette dernière a un système immunitaire affaibli qui serait incapable de s'opposer à une infection virale. Les travailleurs de la santé devraient également se faire vacciner car ils présentent un risque élevé de contracter le virus sur leur lieu de travail. Cette vaccination a pour but de diminuer les risques de transmettre le virus à des gens qui sont plus susceptibles de développer de graves problèmes de santé lors d'une infection par le virus de la grippe, car ils ne seraient pas capables de se défendre contre l'infection et pourraient en développer une forme plus grave. Il a également été prouvé que la quantité d'anticorps antigrippaux dans l'organisme chute rapidement après six mois, d'où, encore une fois, la nécessité de la vaccination chaque année pour rebâtir la mémoire du système immunitaire.
Une des questions posées et sans vraie réponse, à ce stade, est l'intérêt de la vaccination des personnels de l'enseignement. Cette question est posée, car les lieux d'enseignement sont des lieux fréquents d'explosion virale d'une part; d'autre part, depuis la multiplication  des voyages scolaires, notamment à l'étranger, ce peut aussi être un lieu de réarrangement viral.

## Efficacité et utilité du vaccin annuel
La vaccination contre la grippe est d'autant plus efficace que les souches vaccinales sont proches de celles des virus en circulation. Le vaccin antigrippal ne peut jamais être prévisible ni efficace à 100 %, car les souches virales en circulation évoluent et se recombinent régulièrement ; en raison de cette dérive antigénique, elles ne seront donc jamais strictement identiques aux souches vaccinale, mais même un vaccin incompatible peut souvent fournir une protection croisée.
La vaccination présente un intérêt épidémiologique en limitant la circulation du virus et un bénéfice individuel en conférant à un malade vacciné un meilleure protection contre les formes graves.
L'efficacité des vaccins contre la grippe saisonnière varie considérablement, avec une efficacité moyenne estimée à 50-60 % contre la maladie symptomatique, en fonction de la souche vaccinale, de l'âge, de l'historique et de la compétence immunitaire, de sorte que les personnes vaccinées peuvent contracter la grippe. L'efficacité des vaccins contre la grippe est considérée comme sous-optimale, en particulier chez les personnes âgées, mais la vaccination reste bénéfique pour réduire le taux de mortalité et le taux d'hospitalisation dus à la grippe ainsi que la durée d'hospitalisation,.
Selon une revue systématique de la littérature et une méta-analyse d'études cas-témoins et de cohortes publiées en 2018, l'analyse quantitative de l'efficacité du vaccin a démontré un effet global clairement significatif de 40 % pour les consultations et de 55 % pour les hospitalisations chez les enfants. Chez les personnes âgées, l’efficacité vaccinale grippale a eu un effet d'environ 25 % pour les consultations et d'environ 14 % pour l’hospitalisation.
D'après une étude de cohorte prospective sur 1000 personnes, réalisée sur la population de Monterrey au Mexique, et publiée en 2022, le risque de mortalité est 20 fois plus faible chez les personnes ayant un test médical montrant la présence du virus.
La protection offerte par ce vaccin dépend d'au moins 3 facteurs :
1. l'adéquation entre les souches utilisées pour produire le vaccin et les souches circulant réellement durant la saison grippale (Ainsi en France en 2015-2016, il y a eu une « inadéquation entre la souche B/Yamagata contenue dans le vaccin 2015-2016 et la souche circulante B/Victoria »[25]) ;
2. du type de virus infectant un patient ou dominant parmi les virus en circulation. Ainsi ; 
- l'efficacité contre l'influenza A/H1N1 est en moyenne de 61 % ; 
- l'efficacité contre l'influenza B,1 est en moyenne de 54 % ; 
- mais elle a chuté à 33 % en moyenne contre l’influenza A/H3N2 selon une méta-analyse publiée par The Lancet en 2016 [26], ce qui est problématique car la souche A/H3N2 était la cause de plus des trois quarts des hospitalisations[27] et de la mortalité induite par la grippe annuelle aux Etats-Unis[28].
3. du « terrain » de la personne vaccinée, c'est-à-dire de facteurs dépendant  de l'âge, de l'état de santé et des antécédents médicaux du patient concerné. Le vaccin offre une meilleure protection aux adolescents et aux adultes en bonne santé, car leur système immunitaire est plus apte à produire une réponse immune efficace contre la souche vaccinale et contre le virus naturel[12]. Pour les jeunes enfants (au système immunitaire fonctionnel mais encore immature), pour les personnes âgées (au système immunitaire moins performant) ou pour les immunodéprimés, le vaccin permettra surtout de diminuer la durée et l'intensité des symptômes dans le cas d'une grippe suffisamment ultérieure à la vaccination[12].

Courant avril 2019, des immunologistes de l'Inserm ont obtenu une amélioration du vaccin en procédant à des injections dudit vaccin par "voie cutanée" et non plus par voie musculaire.
Le moment de la vaccination influence aussi son efficacité. Pour avoir le plus d'anticorps possible durant la saison grippale en Belgique, le Conseil supérieur de la Santé conseille de se faire vacciner entre le 15 octobre et le 15 décembre, et de préférence vers la fin de cette période. Car la grippe s'y manifeste habituellement en janvier-février-mars, et il faut environ deux semaines pour développer les anticorps, dont le nombre diminue par la suite.

## Réémergence d'anciennes souches grippales
Un autre point important en faveur de la vaccination saisonnière est la réémergence d'anciennes souches virales très contagieuses et/ou hautement pathogènes de grippe. Ainsi a-t-on montré une grande similitude entre l'hémagglutinine du virus de la grippe A (H1N1) de 2009 et celui de la grippe espagnole de 1918, qui a fait des millions de morts à travers le monde. La population actuelle n'ayant jamais été en contact avec ce virus, elle n'a aucun anticorps ciblant ce virus. C'est la raison pour laquelle une vaccination de masse fut mise en place. un autre risque est la réémergence d'un virus H2N2 avec lequel la population n'a pas été en contact depuis la « grippe asiatique de 1957 » (seconde pandémie grippale du XXe siècle, qui a probablement fait 2 millions de morts)[réf. nécessaire].
Ces réémergences sont possibles grâce à l'existence de réservoirs animaux et/ou de recombinaisons virales (« réassortiment »). La grippe est une zoonose, c'est-à-dire que ses virus touchent à la fois des humains et certains taxons animaux (oiseaux et certains mammifères non-humains, éventuellement porteurs asymptomatiques). Dans ces réservoirs (a priori principalement porcins et aviaires), les virus se dupliquent et mutent puis peuvent être retransmis à l'homme qui ne dispose pas toujours des anticorps efficaces contre les virus aux protéines mutées. La vaccination vise à faire produire, par l'organisme, des anticorps aptes à cibler ces protéines mutées avant que le vrai virus n'infecte l'hôte, afin que ce dernier puisse se défendre adéquatement contre l'infection virale. Mais cette vaccination ne sera efficace que si la souche du virus qui infecte le patient est l'une de celles prévues par les fabricants du vaccin de l'année, et si le virus n'a pas à nouveau muté de manière signifiante depuis le moment où le vaccin a été produit.

## Vers un vaccin universel?
Dans les années 2010, les vaccins antigrippaux ne sont encore que relativement efficaces (44% de succès en moyenne ; en raison de l'évolution antigénique rapide du virus et en raison de contraintes de fabrication conduisant souvent à une non-concordance des vaccins et des souches dominantes du moment).
L'idée d'un vaccin universel est évoquée depuis plusieurs années. Ce sont notamment les recherches de la vaccinologue Sarah Gilbert. C'est plus précisément d'un vaccin « largement protecteur » (l'Institut national des maladies allergiques et infectieuses (NIAID) estime qu'une efficacité d'au moins 75% contre les symptômes de la grippe suffirait pour un tel vaccin). Selon une modélisation récente (2019) un vaccin universel efficace à 75% réduirait fortement l'impact épidémiologique de la grippe mondiale, et grâce à une chute de l'incidence et des hospitalisations, ferait économiser 3,5 milliards de dollars/an de frais médicaux directement imputables à la grippe ; soit un bénéfice dépassant le budget de 330 millions de dollars proposé pour atteindre cet objectif, considéré comme une priorité scientifique élevée par le NIAID . En 2019, le Congrès américain a accordé 130 millions de dollars pour cela, plus un milliard de dollars (sur 5 milliards de dollars) proposé dans la loi sur les vaccins contre la grippe.
Mais un tel vaccin devrait reconnaître tous les virus d'une même souche voire ceux de toutes les souches, ce qui reste un défi. Des recherches portent notamment sur l'utilisation d'un deuxième vaccin pour permettre une activation plus grande du système immunitaire, ou sur un vecteur antiviral qui contiendrait le gène codant une partie constante de la protéine hémagglutinine qui semble concentrer les mutations observables dans certaines zones d'hyper-variabilité au sein de la structure de la protéine, alors que d'autres zones sont hautement conservées. Ce sont ces zones qui sont encodées dans les vecteurs et contre lesquelles les anticorps sont formés. 
Plusieurs anticorps (dont CR9114) capables de neutraliser différents sous-types de virus de la grippe B ont été découverts, mais comme dans les cas du VIH (virus de l’immunodéficience humaine) et du virus de l’hépatite B qui mutent également sans cesse pour échapper au système immunitaire de leur hôte, élaborer un vaccin universel nécessite une meilleure compréhension de toutes les interactions entre le virus et les cellules du système immunitaire.

## Divers
Ce vaccin fait partie de la liste des médicaments essentiels de l'Organisation mondiale de la santé (liste mise à jour en avril 2013).